# Burg Hailtingen
Die Burg Hailtingen ist eine abgegangene Burg fünf Kilometer südöstlich der Stadt Riedlingen bei dem Ortsteil Hailtingen der Gemeinde Dürmentingen im Landkreis Biberach in Baden-Württemberg. 
Von der nicht genau lokalisierbaren Burganlage ist nichts erhalten.